# Герб Британської Колумбії
Герб Британської Колумбії  є геральдичним символом, що представляє канадійську провінцію Британська Колумбія. Герб містить символи, що відображають британську спадщину Британської Колумбії, а також місцеві символи. У верхній частині щита знаходиться Юніон Джек, що представляє Велику Британію. У нижній частині щита зображено золоте сонце, що заходить в океан, що відображає розташування провінції на Тихому океані.
Оригінальний герб, що складається лише з щита, були надані королівським ордером Едуарда VII 31 березня 1906 р. Королівський ордер Єлизавети II 15 жовтня 1987 року доповнив герб щитотримачами, гербом та базою.
Гербовий прапор був прийнятий у 1960 році.

## Історія

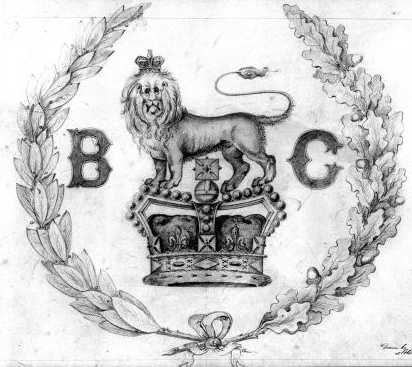
Велика печатка Британської Колумбії.

Сучасний виклад початкової версії герба 1895 року

Першим геральдичним провінційним символом стала Велика печатка провінції: королівський коронований лев на імператорській короні, як це було звичною практикою для британських колоній, але з доданими літерами "ВС". Цей дизайн був створений Річардом Клементом Муді. Цей дизайн був використаний під час вступу Британської Колумбії до Конфедерації.
Перший герб провінції створив канонік Артур Бінлендс з Вікторії, версія якого була схожа на сучасну: "Союзний прапор Великої Британії та Ірландії на головномущиті, у срібно-синій смугастій главі золоте західне сонце". Цей герб було прийнято розпорядженням Ради 268 від 19 липня 1895 р. Як герб та велика печатка провінції відповідно до повноважень, передбачених розділом 136 закону про Британську Північну Америку. За розпорядженням ради, девіз провінції набрано неправильно як Spendor Sine Occasu[sic], що є однією з кількох власноручно зроблених виправлень.
Хоча дизайн великої печатки був прерогативою провінції, герби були (і є) почестями, наданими сувереном. Провінція намагалася зареєструвати дизайн в Англійському геральдичному коледжі в 1897 році, але не змогла зробити це з кількох причин. Першою з них було використання елементу королівського герба, який є винятковим правом суверена і не може бути наданий іншому утворенню навіть як знак граничної лояльності до королеви. Герольди заперечували проти розміщення прапора Союзу в нижчому розміщенні на щиті (що суперечить популярному гаслу "Сонце ніколи не сідає над Британською імперією"). Використання щитотримачів - висока честь вважалося зухвалим, оскільки жодна інша провінція не отримувала таких привілеїв.
Лише щит (з позиціями Союзного прапора та західним сонцем, а також давньою короною), разом із девізом, був наданий 1906 року. Оформлення герба було посилено клейнодом, щитотримачами та базою, наданими королевою Єлизаветою II 15 жовтня 1987 р.

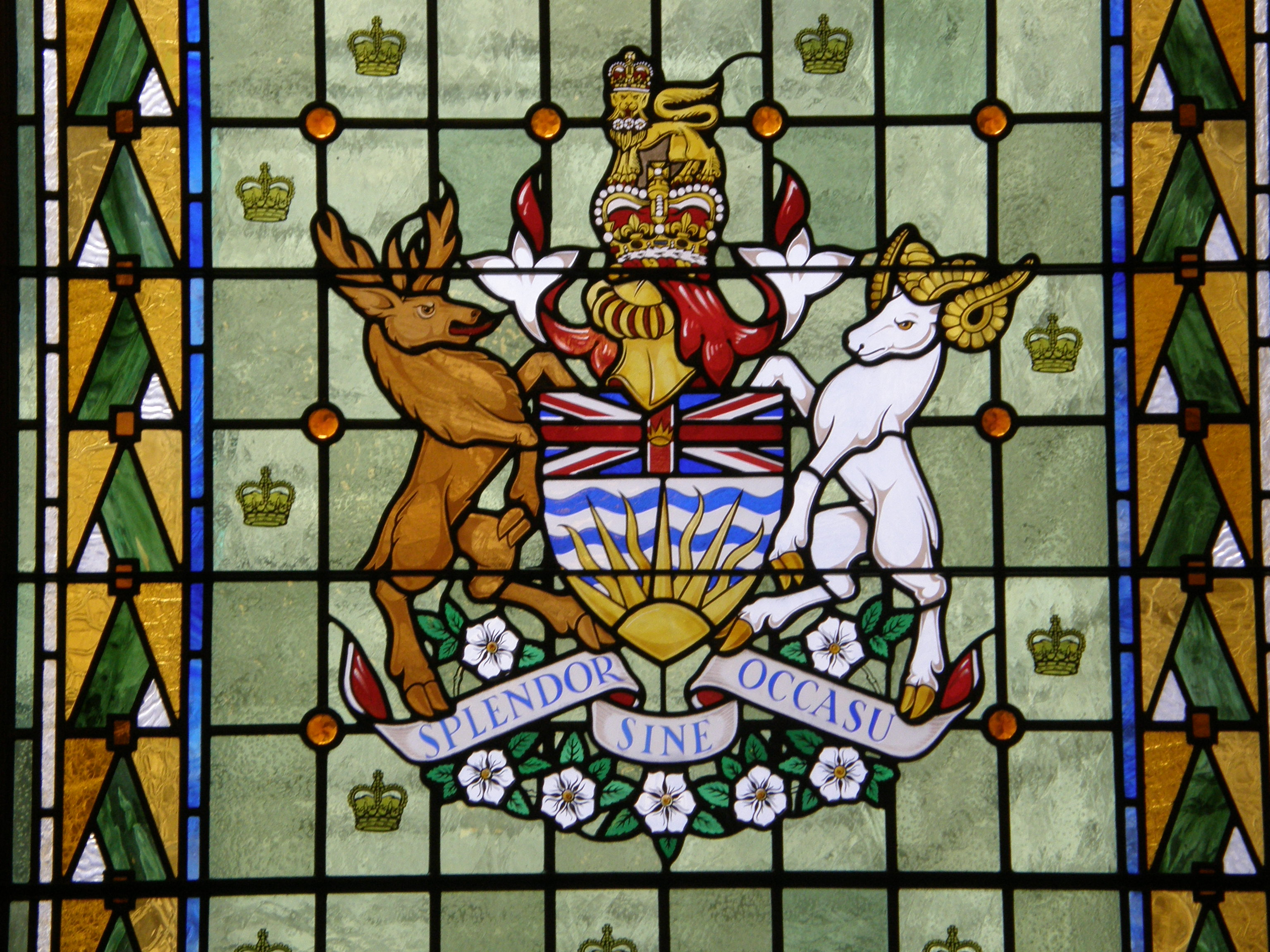
Герб вітражі у будівлі парламенту у Вікторії

## Символізм

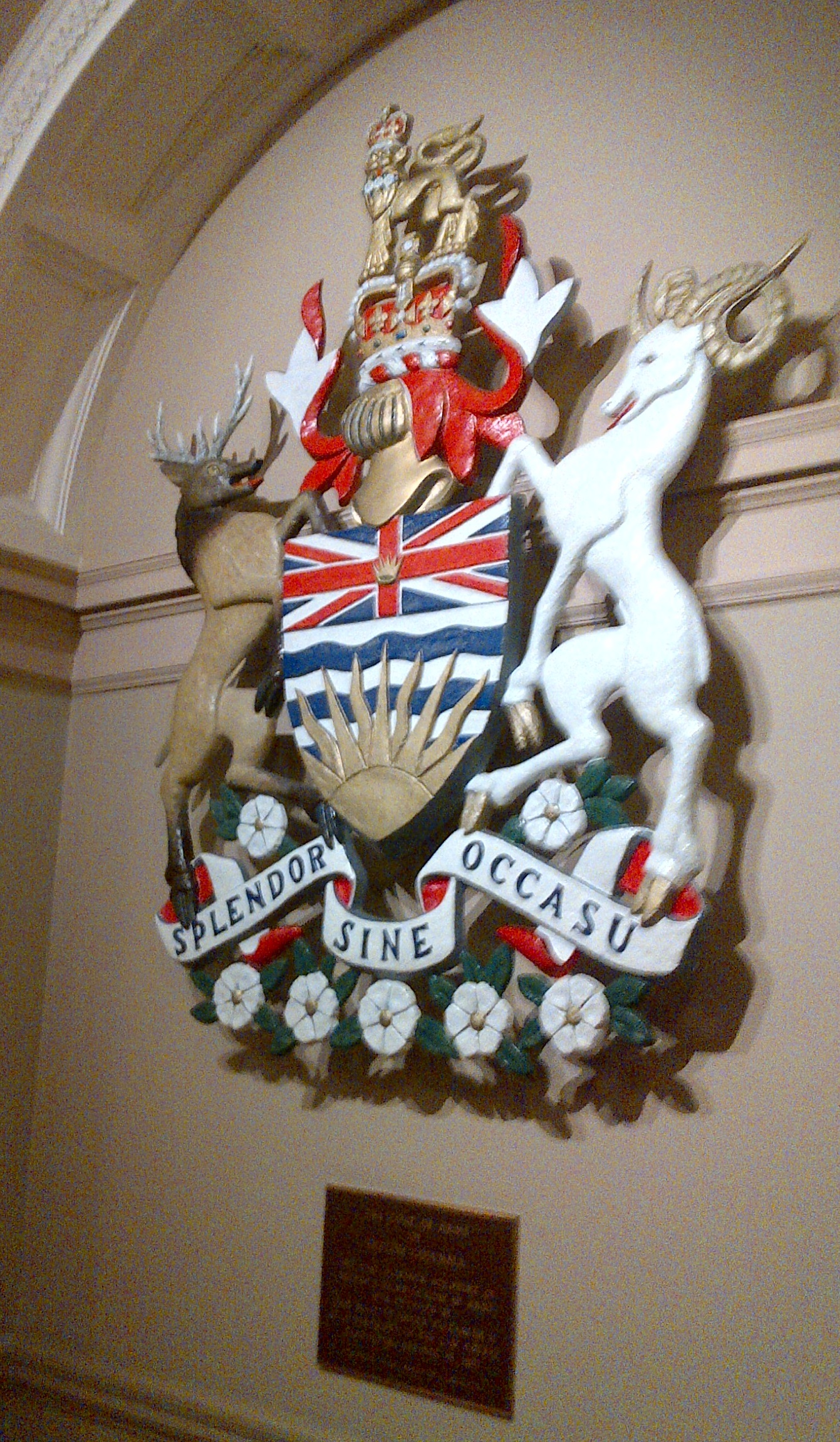
Герб з девізом " splendor sine occasu розміщено на стіні всередині будівлі парламенту

Клейнод
Герб - королівський бейдж королеви (золотий коронований лев на королівській короні).
Щит
На щиті союзний прапор, у центрі якого знаходиться корона (відома в геральдичному плані як давня корона). В основі знаходиться сонце, яке заходить в океан, що відображає розташування провінції на Тихому океані.
База
База являє собою гірлянду тихоокеанського кизилу.
Щитотримачі
Щитотримачами є олень (також відомий як вапіті) та товсторіг. Вапіті з острова Ванкувер і товсторіг материка провінції символізують союз двох колоній, які об'єдналися, щоб утворити Британську Колумбію 1866 року.
Девіз
Девіз Splendor sine occasu, є латиною і посилається на ідею про те, що сонце ніколи не заходить над Британською імперією. Occasus (форма occasu - аблятив, необхідний після прийменника sine ) буквально означає "захід" або "спуск", наприклад, сонця, і в широкому може означати "захід". Хоч фразу можна перекласти як "пишність без зменшення", в поєднанні з географічним розташуванням Британської Колумбії (на крайньому заході колишньої Британської імперії), західним сонцем, і старою концепцією сонця, що ніколи не заходить над Імперією, девіз слід розуміти, щоб виразити ідею "сяючий без заходу сонця".